# Wadih Saadeh
Wadih Saadeh, másképp Wadih Sa'adeh (arab: وديع سعادة – Wadīʿ Saʿāda, magyarosan Vadí Szaáde) (Libanon, Sibtín, 1948. ) libanoni-ausztrál költő és újságíró.
Wadih Sa'adah Libanonban született, 1948-ban. Dolgozott újságíróként Bejrútban, Londonban, Párizsban és Nicosiában, mielőtt kivándorolt volna Ausztráliába 1988-ban. A Sydneyben megjelenő libanoni napilap, az an-Nahár főszerkesztője lett. 12 kötetben jelentek meg versei, ezek közül némelyik megjelent már angol, német, francia, spanyol stb. műfordításban. Számos nemzetközi fesztiválon vett részt a verseivel (Köln, Berlin, Lodève).
Kritikusai szerint Saadeh egyedi hangot jelent a modern arab költészetben.